# Mistrzostwa Świata w Łucznictwie 2015
48. Mistrzostwa Świata w Łucznictwie odbyły się między 26 lipca a 2 sierpnia 2015 w duńskim mieście Kopenhaga. Organizatorem była Międzynarodowa Federacja Łucznicza.

## Medaliści

### Strzelanie z łuku klasycznego
| Konkurencja            | Złoto                                                          | Srebro                                                         | Brąz                                                           |
| Indywidualnie kobiet   | Ki Bo-bae                                                      | Lin Shih-chia                                                  | Choi Mi-sun                                                    |
| Indywidualnie mężczyzn | Kim Woo-jin                                                    | Rick van der Ven                                               | Takaharu Furukawa                                              |
| Drużynowo kobiet       | Rosja · Tuyana Dashidorzhieva · Ksenia Perova · Inna Stepanova | Indie · Rimil Buriuly · Deepika Kumari · Laxmirani Majhi       | Korea Południowa · Choi Mi-sun · Kang Chae-young · Ki Bo-bae   |
| Drużynowo mężczyzn     | Korea Południowa · Kim Woo-jin · Ku Bon-chan · Oh Jin-hyek     | Włochy · Michele Frangilli · Mauro Nespoli · David Pasqualucci | Chińskie Tajpej · Kuo Cheng-wei · Wang Hou-chieh · Yu Guan-lin |
| Mikst                  | Korea Południowa · Ki Bo-bae · Ku Bon-chan                     | Chińskie Tajpej · Lin Shih-chia · Kuo Cheng-wei                | Chiny · Zhu Jueman · Gu Xuesong                                |

### Strzelanie z łuku bloczkowego
| Konkurencja            | Złoto                                                          | Srebro                                                           | Brąz                                                         |
| Indywidualnie kobiet   | Kim Yun-hee                                                    | Crystal Gauvin                                                   | Sara López                                                   |
| Indywidualnie mężczyzn | Stephan Hansen                                                 | Rajat Chauhan                                                    | Adam Ravenscroft                                             |
| Drużynowo kobiet       | Ukraina · Olena Borysenko · Viktoriya Dyakova · Mariya Shkolna | Holandia · Evelien Groeneveld · Irina Markovic · Inge Van Caspel | Korea Południowa · Choi Bo-min · Kim Yun-hee · Seol Da-yeong |
| Drużynowo mężczyzn     | Iran · Esmaeil Ebadi · Majid Gheidi · Amir Kazempour           | Kanada · Christopher Perkins · Kevin Tataryn · Dietmar Trillus   | Dania · Martin Damsbo · Stephan Hansen · Patrick Laursen     |
| Mikst                  | Korea Południowa · Kim Yun-hee · Kim Jong-ho                   | Francja · Amelie Sancenot · Dominique Genet                      | Południowa Afryka · Sera Cornelius · Patrick Roux            |

## Klasyfikacja medalowa
| Lp. | Państwo           | Złoto | Srebro | Brąz | Razem |
| 1.  | Korea Południowa  | 6     | 0      | 3    | 9     |
| 2.  | Dania             | 1     | 0      | 1    | 2     |
| 3.  | Iran              | 1     | 0      | 0    | 1     |
| 3.  | Rosja             | 1     | 0      | 0    | 1     |
| 3.  | Ukraina           | 1     | 0      | 0    | 1     |
| 6.  | Chińskie Tajpej   | 0     | 2      | 1    | 3     |
| 7.  | Indie             | 0     | 2      | 0    | 2     |
| 7.  | Holandia          | 0     | 2      | 0    | 2     |
| 9.  | Kanada            | 0     | 1      | 0    | 1     |
| 9.  | Francja           | 0     | 1      | 0    | 1     |
| 9.  | Włochy            | 0     | 1      | 0    | 1     |
| 9.  | Stany Zjednoczone | 0     | 1      | 0    | 1     |
| 13. | Chiny             | 0     | 0      | 1    | 1     |
| 13. | Kolumbia          | 0     | 0      | 1    | 1     |
| 13. | Wielka Brytania   | 0     | 0      | 1    | 1     |
| 13. | Japonia           | 0     | 0      | 1    | 1     |
| 13. | Południowa Afryka | 0     | 0      | 1    | 1     |